# Christian Kettel Thomsen
Christian Kettel Thomsen (født 23. august 1959) er økonom (cand.polit.) og siden februar 2023 direktør for Danmarks Nationalbank. Tidligere har han været departementschef i først Finansministeriet 2005-10 og siden 2010-20 i Statsministeriet, hvor han i begge stillinger afløste Karsten Dybvad. I januar 2020 blev han indstillet til posten som vicedirektør i Den Europæiske Investeringsbank fra 1. august 2020. Han havde sin sidste arbejdsdag som departementschef 10. januar 2020 og blev derefter kommitteret i Erhvervsministeriet indtil sin tiltræden i investeringsbanken.

## Karriere
Christian Kettel Thomsen startede sin erhvervskarriere lidt utraditionelt for en senere departementschef, idet han som 16-årig drog til søs som skibsdreng for rederiet A.P. Møller - Mærsk. Siden avancerede han til skibskok og hovmester, inden han i 1985 lagde sømandslivet på hylden. 
I 1991 blev han cand.polit. og ansat som fuldmægtig i Finansministeriet, hvorefter han fulgte en mere traditionel embedsmandskarriere som bl.a. ministersekretær, kontorchef og afdelingschef i samme ministerium, indtil han i 2005 blev dets departementschef. Fem år senere fortsatte han i samme stilling som departementschef for Lars Løkke Rasmussen i Statsministeriet.

## Rollen som departementschef
I 2016 blev Christian Kettel Thomsen nævnt som Danmarks fjerdemest magtfulde person, lige efter de tre toppolitikere Lars Løkke Rasmussen,Claus Hjort Frederiksen og Kristian Thulesen Dahl. Samtidig var han med en årsløn på 2,1 mio. kr. blandt de absolut højstlønnede embedsmænd i Danmark.
Han betegnes af kilder tæt på som en slidertype, en leder af den gamle skole og meget driftsikker, men modtog dog kritik for sin rolle, da han ved regeringsskiftet i 2011 sammen med en kollega overbragte Henrik Sass Larsen beskeden om, at han ikke kunne blive sikkerhedsgodkendt som minister. De to departementschefer undlod at tage notat fra det pågældende møde, hvilket var i strid med offentlighedsloven og blev kritiseret af Folketingets Ombudsmand.